# Nationaal Onderduikmuseum
Das Nationaal Onderduikmuseum (auf Deutsch in etwa mit Nationales Untertauch- oder Untertauchermuseum zu übersetzen, alter Name Markt 12 - Euregionaal Museum voor de Vrijheid) ist ein Museum in Aalten (Gelderland, Niederlande). Im Museum wird ein Überblick über das tägliche Leben der Bürger in den besetzten Niederlanden in den Jahren 1940–1945 gegeben.

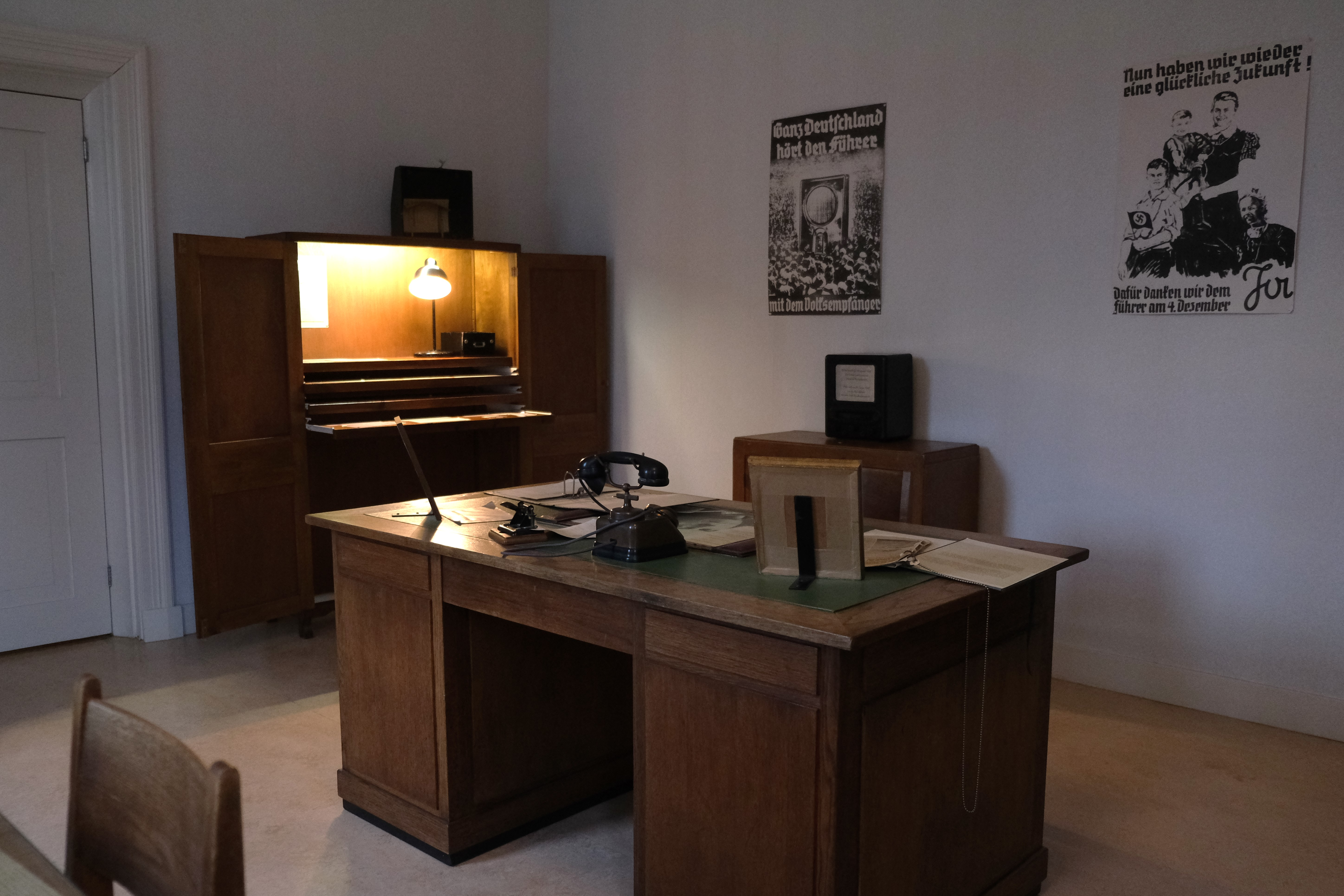
Büro des deutschen Stadtkommandanten

In dem Ort nahe der deutschen Grenze wurden während der Zeit des Nationalsozialismus besonders viele untergetauchte Personen wie Juden, politisch und rassisch Verfolgte, Widerständler und vor der Zwangsarbeit geflüchtete vor den deutschen Besatzern und der Polizei versteckt. In Aalten kamen auf eine Einwohnerzahl von 13.000 etwa 2.500 Untergetauchte. Das Gebäude Markt 12, Wohnhaus der Familie Kempink, war Sitz der deutschen Ortskommandantur, Zufluchtsort bei Bombenangriffen für die Menschen aus der Nachbarschaft und Versteck für jene, die vor den Nationalsozialisten hatten untertauchen müssen.

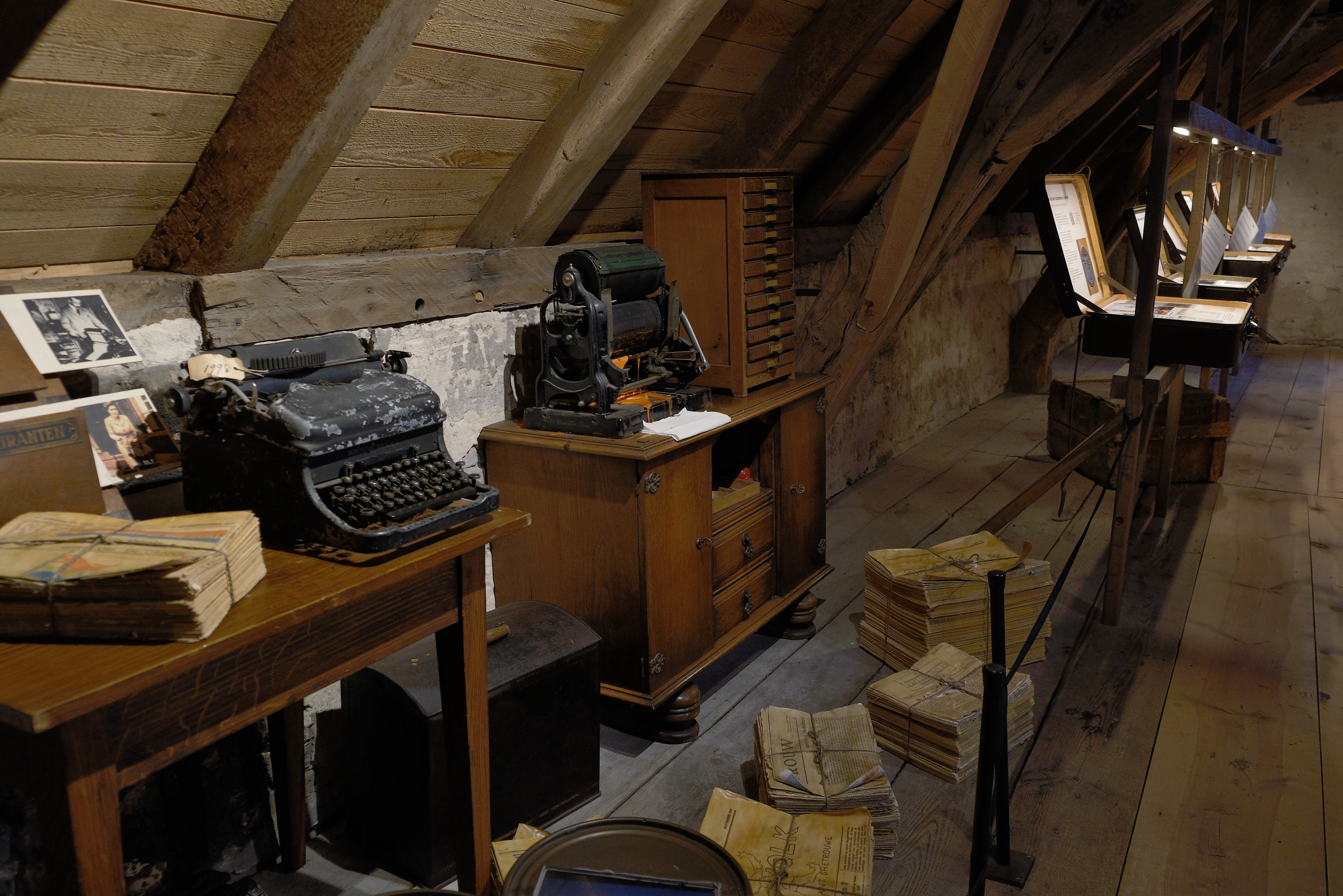
Ausstellung über eine illegale Druckerei

Das Königreich der Niederlande, das Land Nordrhein-Westfalen, die Provinz Gelderland sowie zahlreiche Städte und Gemeinden beiderseits der Grenze waren an dem Museumsprojekt beteiligt. Ziel war es, eine Ausstellung zu gestalten, durch die das Wissen über Fremdenhass, Rassismus und Faschismus vergrößert und für aktuelle Erscheinungsformen von Rassismus und Diskriminierung sensibilisiert werden kann.
Mit Hilfe der Euregio Rhein-Waal startete das Museum 2019 ein Projekt Unterwegs – Onderweg, ein deutsch-niederländisches Kooperationsprojekt zwischen Schulen und Museen. Federführend ist die Otto-Pankok-Stiftung in Hünxe mit ihrem Museum, mit dabei sind der Geschichtsort Humberghaus in Hamminkeln-Dingden, und das Gymnasium Filder Benden in Moers. Das Leitmotiv dieser Zusammenarbeit lautet Freiheit, Toleranz, (Mit-) Menschlichkeit.

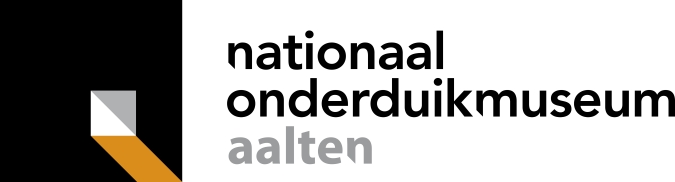